# Shangliang, Sichuan
Shangliang (kinesiska: 上两) är en sockenhuvudort i Kina. Den ligger i provinsen Sichuan, i den sydvästra delen av landet, omkring 340 kilometer nordost om provinshuvudstaden Chengdu. Antalet invånare är 5 243. Befolkningen består av 2 577 kvinnor och 2 666 män. Barn under 15 år utgör 25,0 %, vuxna 15-64 år 64 %, och äldre över 65 år 10,0 %.
Runt Shangliang är det ganska tätbefolkat, med 172 invånare per kvadratkilometer. Närmaste större samhälle är Liuwan, 5,8 km öster om Shangliang. I omgivningarna runt Shangliang växer i huvudsak blandskog.
Genomsnittlig årsnederbörd är 1 375 millimeter. Den regnigaste månaden är juli, med i genomsnitt 309 mm nederbörd, och den torraste är december, med 3 mm nederbörd.